# Constant heeft een hobbelpaard
Constant heeft een hobbelpaard is een Nederlands kinderliedje van een onbekende auteur en componist. Het kan ook met de naam Constance worden gezongen.
Dit kinderliedje heeft, vanwege de overgang van de laatste naar de eerste regel, een humoristisch effect:
Constant heeft een hobbelpaard
Zonder kop en zonder staart
Zo rijdt hij de wereld rond
Zomaar in zijn blote ...
Constant heeft enz.

## Herkomst
De herkomst van het liedje is onbekend.
- Het liedje wordt vermeld in het boek De avonturen van Cornelis Bastiaan Vaandrager van Cornelis Bastiaan Vaandrager uit 1963.
- In de krant De Waarheid van 3 september 1948 wordt verwezen naar het liedje.[1]
- De Nederlandse Liederenbank van het Meertens Instituut heeft geen treffer van dit liedje.